# Nikolai Feopemptowitsch Solowjow

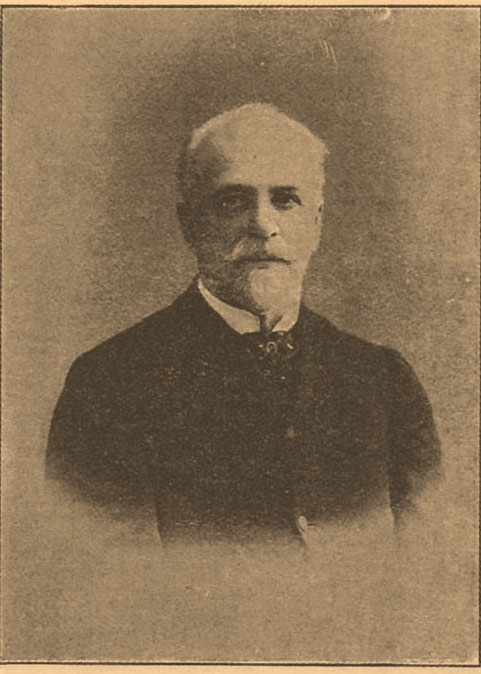
Nikolai Feopemptowitsch Solowjow

Nikolai Feopemptowitsch Solowjow (russisch Николай Феопемптович Соловьёв; * 27. Apriljul. / 9. Mai 1846greg. in Petrosawodsk; † 14. Dezemberjul. / 27. Dezember 1916greg. in Petrograd) war ein russischer Komponist, Musikpädagoge und -kritiker.

## Leben
Solowjow unterrichtete am Sankt Petersburger Konservatorium. Er komponierte Opern, Orchesterwerke, Lieder und Klavierstücke. Zu seinen Schülern zählten u. a. der russische Gitarrist und Gitarrenlehrer Alexei Nikolaewitsch Menschow (1873–1893) und der polnische Komponist Roman Statkowski.

## Opern
- Kuznec Vakula (nach Nikolai Gogol), 1875, UA 1880
- Cordelia, (nach Victorien Sardou), 1881–84, UA 1885, überarbeitet als Mest, UA 1898
- Domik v Kolomne (Das Häuschen in Kolomna) nach Alexander Puschkin, unvollendet
- Slovo o polku Igoreve (Igorlied), unvollendet

## Quelle
- Hugo Riemann: Handbuch der Musikgeschichte, Bd. 3: Die Musik des 18. und 19. Jahrhunderts. Breitkopf & Härtel 1913, S. 364
- Italian Opera - Nikolay Soloviev
- Operone.de - Solov'ëv, Nikolaj Feopemptovič